# أذيني
أُذَيني (الاسم العلمي: Auricularia)، جنس فطريات من فصيلة الأذينية. أنواعه 28 معظمها صالح للأكل.